# MFZB
MFZB (acronimo di Motherfucking Zebrahead, Bitch) è il quarto album della band statunitense pop punk Zebrahead. 

## Pubblicazione
Le prime 1000 copie del CD appena pubblicato erano disponibili in quattro colori: rosso, giallo, verde e blu, che diventò il colore ufficiale per tutte le copie successive.
Rescue Me fu trasmessa in radio il 20 gennaio 2004.
Le canzoni "Falling Apart" e "Alone" furono incluse nel videogioco WWE SmackDown! vs. Raw e nella sua controparte per Nintendo Gamecube WWE Day of Reckoning.

### Singoli
- Into You: pubblicato come singolo principale dell'album in Giappone nel 2003, il video musicale che lo accompagna è una combinazione di concerti e "dietro le quinte" della band durante i tour. Inoltre vi sono scene della band che scatta delle foto con i fans e di registrazioni in studio della canzone.
- Rescue Me: pubblicato come primo singolo per l'album negli Stati Uniti e secondo in Giappone/ generalmente ad inizio 2004, il suo video musicale è una registrazione della band che suona la canzone ad un concerto.
- Falling Apart: pubblicato come un singolo esclusivamente per la radio nella primavera 2004.
- Hello Tomorrow: il quarto ed ultimo singolo dell'album, pubblicato nell'estate del 2004 assieme al suo video musicale.

## Tracce
1. Rescue Me – 3:20
2. Over The Edge – 2:46
3. Strength – 3:26
4. Hello Tomorrow – 4:04
5. The Set-Up – 3:15
6. Blur – 3:40
7. House Is Not My Home – 3:21
8. Into You – 3:11
9. Alone – 2:20
10. Expectations – 3:43
11. Falling Apart – 3:10
12. Let It Ride – 3:10
13. Type A – 2:12
14. Runaway – 3:22
15. Dear You (Far Away) – 7:27 – contiene la traccia fantasma The Fear (2:47)

Tracce bonus (Giappone)
1. Surrender (cover di Cheap Trick) – 3:08
2. Good Thing – 3:03
3. Dissatisfied – 3:08

## Formazione
- Justin Mauriello – voce
- Ali Tabatabaee – voce
- Greg Bergdorf – chitarra
- Ben Osmundson – basso
- Ed Udhus – batteria